# Texas Motor Speedway
il Texas Motor Speedway di Fort Worth, in Texas, negli Stati Uniti d'America è un circuito automobilistico utilizzato dalla IndyCar Series e dalla NASCAR dal 1997. Il costo totale della costruzione fu di 250 milioni di dollari.

## Storia

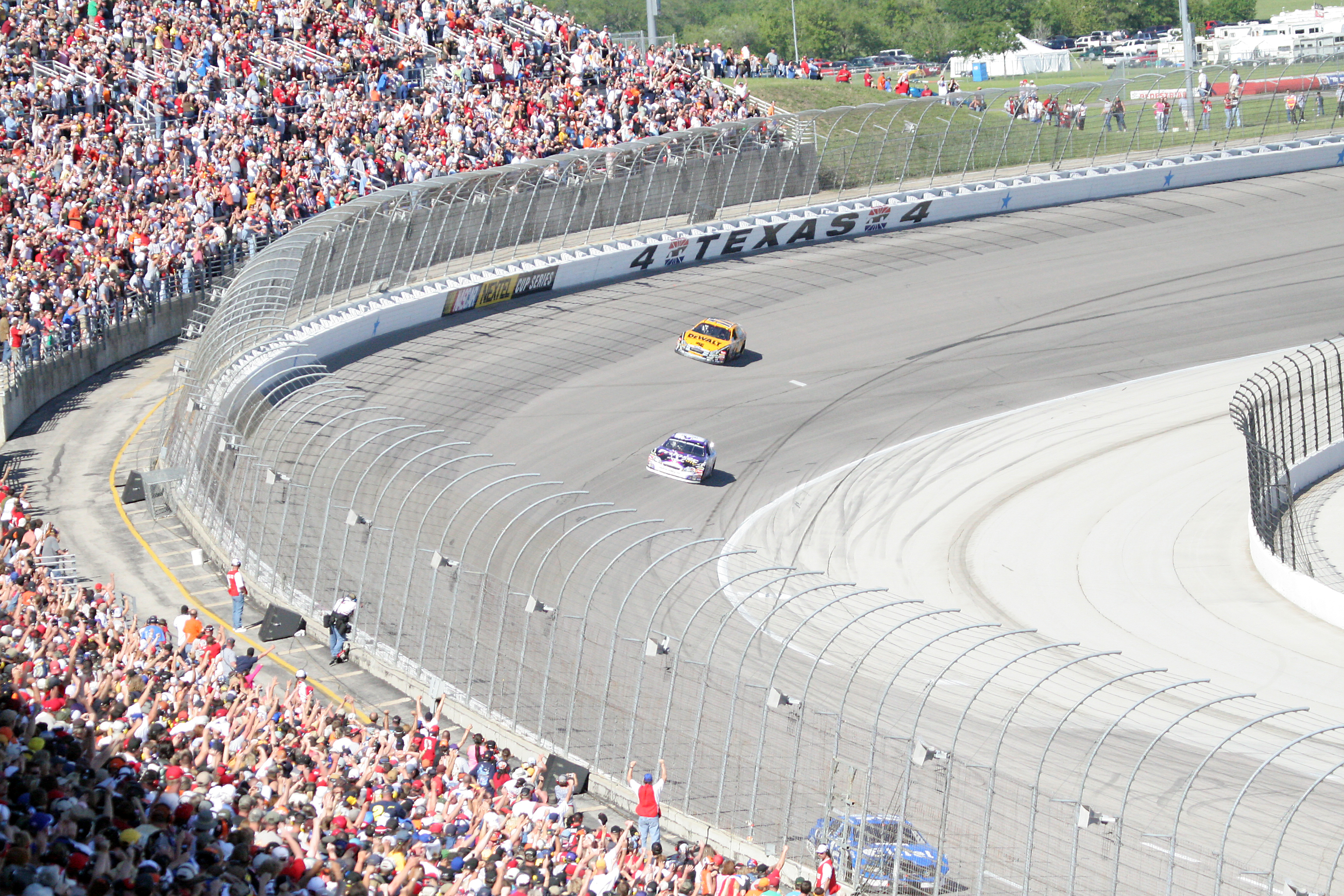
Texas Motor Speedway, 15 aprile 2007: Jeff Burton (auto bianca) e Matt Kenseth (auto gialla)

Bruton Smith, il proprietario della NASCAR del tempo, annunciò nel novembre 1994 la sua intenzione di costruire un circuito vicino a Fort Worth. I lavori iniziarono il 18 agosto 1995, mentre venne inaugurato il 29 febbraio 1996.
Dopo aver sistemato una questione riguardante il nome del circuito (inizialmente si chiamava Texas International Raceway), la prima gara ufficiale si svolse il 5 aprile 1997, la Samsung Mobile 500.